# The Perfect Student
The Perfect Student es una película de suspense estadounidense de 2011 dirigida por Michael Feifer y protagonizada por Natasha Henstridge, Josie Davis, Brea Grant, y Jay Pickett. Se estrenó en televisión en Francia el 14 de marzo de 2011 y lanzado en DVD el 17 de enero de 2012.

## Sinopsis
Una estudiante es brutalmente asesinada en el campus, y su cuerpo es arrojado al mar. La policía sospecha de su compañera de piso Jordan,pero Nicole Johnson, una profesora de criminología, muy respetada, entiende que la policía está en el camino equivocado, tratando de enmarcar los inocentes. Ella comienza su propia investigación para demostrar la inocencia de Jordan. Pero al hacerlo, no es tan fácil como parece ser a primera vista.

## Reparto
- Natasha Henstridge como Nicole Johnson
- Josie Davis como Tara
- Brea Grant como Jordan
- Jay Pickett como John
- Michael Bowen como el detective Walker
- Carlson Young como Laura
- Alexander DiPersia como Jake (como Alexander John)
- Wilson Bethel como Trent

## Recepción
Horror News le dio una crítica mixta, declarando: En última instancia, este "thriller legal" está a la altura de la mayoría. Se entrega en un nivel básico, y es observable. Los actores, en su mayor parte, son creíbles. Alguna cinematografía decente es apreciada, aunque sólo se usa con moderación. El diálogo cursi, y una mala historia prevalecen en la pieza, y evitan que se vuelva algo más agradable. Si uno está en el humor para una pieza similar, trata ver Primal Fear (1996), The Jury (2003), o Along Came a Spider (2001) en su lugar. Esta película será relegada a las presentaciones de la tarde en las redes de televisión por cable, y va a ofrecer lo que se espera de él, lo mínimo.